# Нарат-Асты (Муслюмовский район)
Нара́т-Асты (тат. Наратасты) — деревня в Муслюмовском районе Республики Татарстан, в составе Мелля-Тамакского сельского поселения.

## Этимология названия
Топоним произошел от фитонима татарского происхождения «нарат» (сосна) и слова «асты» (подножие).

## География
Деревня находится в 1,5 км от реки Ик, в 7 км к северо-западу от районного центра, села Муслюмово и в 5 км от административного центра, села Мелля-Тамак.

## История
В окрестностях деревни выявлены археологические памятники: Наратастинская стоянка (эпоха поздней бронзы), Наратастинское селище (пьяноборская культура).
Деревня известна с 1762 года. В XVIII – первой половине XIX веков жители относились к категориям башкир-вотчинников, тептярей и государственных крестьян. Их основные занятия в этот период – земледелие и скотоводство, были распространены рыболовство, обжиг древесного угля.
В период Крестьянской войны 1773–1775 годов жители деревни активно выступили на стороне Е. И. Пугачёва в составе отряда, сформированного в селе Кряш-Шуран.
В «Списке населенных мест по сведениям 1870 года», изданном в 1877 году, населённый пункт упомянут как деревня Наратасты 2-го стана Мензелинского уезда Уфимской губернии. Располагалась при реке Ике, по левую сторону просёлочной дороги из Мензелинска в Бугульму, в 45 верстах от уездного города Мензелинска и в 25 верстах от становой квартиры в селе Александровское (Кармалы). В деревне, в 35 дворах жили 163 человека (76 мужчин и 87 женщин, татары), была мечеть. Жители занимались земледелием, скотоводством.
В начале XX века земельный надел сельской общины составлял 1339,4 десятины.
До 1920 года деревня входила в Ирехтинскую волость Мензелинского уезда Уфимской губернии. С 1920 года в составе Мензелинского кантона ТАССР. С 10 августа 1930 года – в Муслюмовском, с 1 февраля 1963 года – в Сармановском, с 12 января 1965 года в Муслюмовском районах.
В 1929 году в деревне организован колхоз «Якты юл», в 1950 году вошёл в состав колхоза «Красный Октябрь» (село Мелля-Тамак). С 1996 года коллективное предприятие «Мелля-Тамак», с 2003 года общество с ограниченной ответственностью «Агрофирма «Родные края – Туган як».

## Население
| 1858 | 1870 | 1884 | 1913 | 1920 | 1926 | 1938 | 1949 | 1958 | 1970 | 1979 | 1989 | 2002 | 2010 | 2017 |
| ---- | ---- | ---- | ---- | ---- | ---- | ---- | ---- | ---- | ---- | ---- | ---- | ---- | ---- | ---- |
| 154  | 163  | 180  | 370  | 372  | 317  | 389  | 343  | 284  | 334  | 235  | 184  | 166  | 152  | 153  |

Национальный состав села: татары.

## Известные уроженцы
- К. З. Курмашев (1891–1947) – поэт, педагог.

## Экономика
Жители занимаются полеводством, молочным скотоводством.

## Объекты образования и культуры
В деревне действует клуб (в 1961 г. построено новое здание). До 2008 года работала начальная школа. В 2004 году между деревней и селом Мелля-Тамак построен мост через реку Ик. В окрестностях деревни в 1994 году организован природный заказник. Имеется детский летний оздоровительный лагерь «Лесная страна» (с 1966 года).

## Религиозные объекты
Мечеть «Хажи Мортаза» (с 2016 года).